# Allorhynchium obscurum
Allorhynchium obscurum är en stekelart som först beskrevs av Smith 1858.  Allorhynchium obscurum ingår i släktet Allorhynchium och familjen Eumenidae. Inga underarter finns listade i Catalogue of Life.